# Дубинка (Дунаевецкий район)
Дубинка (укр. Дубинка) — село в Дунаевецком районе Хмельницкой области Украины.
Население по переписи 2001 года составляло 155 человек. Почтовый индекс — 32450. Телефонный код — 3858. Занимает площадь 0,521 км². Код КОАТУУ — 6821887603.

## Местный совет
32453, Хмельницкая обл., Дунаевецкий р-н, с. Рахновка, ул. Школьная, 6